# Pińczów
Pińczów è un comune urbano-rurale polacco del distretto di Pińczów, nel voivodato della Santacroce.
Ricopre una superficie di 212,75 km² e nel 2004 contava 22 207 abitanti. Fu il centro del movimento evangelico e riformatore del Cinquecento e delle dottrine antitrinitarie (Pietro Gonesio) in Polonia.

## Amministrazione

### Gemellaggi
- Tata, dal 2004